# Alue Jangat
Alue Jangat is een bestuurslaag in het regentschap Aceh Timur van de provincie Atjeh, Indonesië. Alue Jangat telt 497 inwoners (volkstelling 2010).